# Bạch Vân (nghệ sĩ)
Bạch Vân tên đầy đủ là Lê Thị Bạch Vân, là một ca nương của thể loại Ca trù, Việt Nam. Bà là người có công lớn trong việc khôi phục nghệ thuật Ca trù, giúp môn nghệ thuật này trở thành một Di sản văn hóa của nhân loại.

## Tiểu sử
Bạch Vân sinh ngày 26 tháng 8 năm 1957 tại Thanh Chương, Nghệ An, là cháu đời thứ 17 của Lê Thái Tổ. Gia đình bà có truyền thống về văn chương nghệ thuật, bà con út trong gia đình có 6 người con.

## Sự nghiệp
Khi còn nhỏ, bà theo anh trai là nghệ nhân trống chầu kiêm họa sĩ, học giả Lê Văn Quân (bút danh Duệ Anh) ra Hà Nội học, trong một lần về quê bà tình cờ tham gia thử cuộc thi tuyển sinh thanh nhạc được tuyển thẳng vào Trường Văn hoá – Nghệ thuật Nghệ Tĩnh. Sau khi tốt nghiệp, bà trở về Hà Nội học tiếp khoa Thanh nhạc tại trường Âm nhạc quốc gia; sau này bà học thêm tại trường Đại học Văn hóa.
Ở ngôi trường mới, Bạch Vân dần yêu thích ca Trù, sau khi tốt nghiệp, năm 1981, bà bắt đầu nghiên cứu tìm hiểu Ca trù, sau những chuyến đi, bà tìm đến nghệ nhân Quách Thị Hồ và xin làm học trò của cụ. Năm 1986 bà công tác tại Sở Văn hóa Thể thao Hà Nội. Năm 1991, Bạch Vân thuyết phục được đại diện Bộ Văn hóa – Thông tin thành lập Câu lạc bộ (CLB) Ca trù Hà Nội. Bà đã góp công xây dựng CLB Ca Trù cho 13 trong số 19 tỉnh, thành có truyền thống về loại hình nghệ thuật này. Bạch Vân thuyết phục được bà Phó Thị Kim Đức trở lại dạy đàn, dạy hát rồi thành lập nhóm Ca trù Giáo phường Kim Đức, cùng với các nghệ nhân Nguyễn Phú Đẹ, Nguyễn Thị Trúc...
Năm 2000 với thành công của Liên hoan Ca trù Hà Nội mở rộng, Cục Nghệ thuật biểu diễn đã mời Bạch Vân cung cấp những kiến thức cơ bản để quỹ Ford tài trợ Việt Nam 1500 USD để đào tạo lớp trẻ. Bạch Vân đã đóng góp công sức không nhỏ để Ca trù được UNESCO vinh danh là Di sản văn hóa phi vật thể của nhân loại năm 2009.
Năm 2012, Bạch Vân được phong tặng danh hiệu Nghệ sĩ Ưu tú, bà nghỉ hưu năm 2013.

## Đời tư
Bạch Vân kết hôn khi đã 44 tuổi với Nguyễn Bá Hải. Hai người quen biết nhau khi ông Hải đang đi tu tại chùa Một Cột, sau thời gian dài quen biết, ông Hải quyết định hoàn tục, sau thời gian chung sống thì họ li hôn vì phương châm sống khác nhau.
Năm 2015, nghệ sĩ ưu tú Bạch Vân gặp tai nạn và được bác sĩ chẩn đoán bị giãn xương cột sống, dù đã chữa trị nhưng vết thương vẫn phát tác khi thay đổi thời tiết.
Giữa năm 2019, bà bị tai biến, liệt nửa người; phải nằm trên giường bệnh trong 2 tháng. Bà sống tại phố Ngọc Khánh ở quận Ba Đình. Sau khi châm cứu bấm huyệt, hiện sức khoẻ của bà được ổn định cho tới tận bây giờ.

## Tác phẩm

### Âm nhạc
- CD Thề non nước
- CD Tỳ bà hành (với nghệ sĩ Nguyễn Thị Chúc)

Ngoài biểu diễn Ca trù, nghệ sĩ Bạch Vân còn tham gia sản xuất phim có đề cập đến loại hình nghệ thuật này.
- 2001: Bà dạy riêng trống chầu cho Dũng Nhi theo đề nghị của ông, khi ông đóng vai Nguyễn Tuân trong Mê Thảo - thời vang bóng
- ????: Chợt nghe tiếng hát ca trù - biểu diễn
- 2004: Thể phách ca trù - đồng tác giả và cố vấn nghệ thuật
- 2005: Lạt mềm buộc chặt - Vai chính kiêm cố vấn nghệ thuật
- 2019: Sách "Đào nương và nghệ thuật hát ca trù" (Nhà xuất bản Hà Nội)

### Điện ảnh
- 2008: Con đường sáng (tập 1)

## Thành tích và đánh giá

### Thành tích tập thể
- 2004: Phim "Thể phách ca trù" đoạt HCB trong Liên hoan Phim truyền hình toàn quốc
- 2005: "Lạt mềm buộc chặt", giải nhất Phim ngắn

### Thành tích cá nhân
- 1988: Huy chương bạc hát dân ca
- 1992: Giải nhất giọng hát hay ca trù
- 1993: Huy chương bạc Đơn ca chuyên nghiệp toàn quốc
- 1995: Giải Nghệ sĩ Tài năng Xuất sắc
- 2020: Giải B thể loại sách nghiên cứu năm 2020 với tác phẩm "Đào nương và nghệ thuật hát ca trù" (không có giải A) - Giải thưởng của Hội Nhạc sĩ Việt Nam[3]

### Vinh danh
- Năm 2004, Trung tâm từ điển Cambridge và Oxford của Anh bình chọn NSUT Lê Thị Bạch Vân là 1 trong số 2000 Nhà thức giả xuất sắc của thế kỷ 21 và đưa vào cuốn Từ điển Thế giới in năm 2004
- Năm 2012, Bà được Nhà Nước phong tặng danh hiệu Nghệ sĩ ưu tú.

### Đánh giá
Nhà nghiên cứu âm nhạc dân gian Bùi Trọng Hiền:
| “ | Nếu nói về một nhân vật vai trò có tính chất lịch sử thì tôi khẳng định là NSƯT Bạch Vân. Bởi vì hành động của chị trong thời gian đó không vì mục đích gì cả ngoài tình yêu với ca trù. Không có ai tài trợ, không ai ủng hộ, động viên, một mình lọ mọ đi khắp các nơi để quy tụ các nghệ nhân, tự xây dựng sinh hoạt trong một nhóm xã hội. Nói về vai trò lịch sử, tôi cho rằng chị Bạch Vân là người ghi công rất lớn trong nghệ thuật ca trù trong sự phục dựng và hồi sinh của nó. | ” |

Nhạc sĩ Trần Hoàn thì đã không ngại ngần nói thẳng 
| “ | Người đến đánh thức nàng tiên đó chính là nghệ sĩ Bạch Vân. | ” |